# Iphimedia warraina
Iphimedia warraina är en kräftdjursart som beskrevs av Thomas och Barnard 1991. Iphimedia warraina ingår i släktet Iphimedia och familjen Iphimediidae. Inga underarter finns listade i Catalogue of Life.